# Oranje bartel-waaierslak
De oranje bartel-waaierslak (Coryphella verrucosa) is een zeenaaktslak uit de familie Coryphellidae. Ze komt voor in het noorden  van de Atlantische Oceaan van New England tot de Britse Eilanden en in het noorden van de Grote Oceaan tot de Japanse Zee. De soort kan een lengte bereiken van 6 cm.
In 2017 werd tijdens een duikexpeditie deze soort voor het eerst op de Doggersbank in het Nederlandse deel van de Noordzee waargenomen.